# Котски Алпи
 За римската провинция вижте Котски Алпи (римска провинция).  
Котските Алпи (на френски Alpes Cottiennes; на италиански Alpi Cozie) са дял в Алпите на границата между Франция и Италия. Те идват след Лигурските и Приморските Алпи, ако се гледа главното алпийско било по посока на часовниковата стрелка. Имат типичния за планината скалист и суров вид, а най-високият връх Монте Визо се издига до 3841 м надморска височина.

## Име
Названието Котски идва от името на местния вожд Марк Юлий Котий, който управлява местното население през І в. пр. н. е. Първоначално той се противопоставя на римляните, но после сключва мир с Гай Юлий Цезар. Неговият внук Марк Юлий Котий ІІ е цар от 5 до 63 г. сл. н. е. Когато умира, император Нерон анексира района и създава малката провинция Котски Алпи (Alpes Cottiae).

## География
Котските Алпи са добре познати и често посещавани от любителите на дивата природа. Те имат над 1000 наименовани върха. По билото се простират на 144 км в посока север-юг (100 км по права линия), а ширината е 100 – 110 км. Мощни странични хребети се спускат на изток и на запад. На север проходът Мон Сени ги отделя от Грайските Алпи, на юг проходът Ларш – от Приморските. От Котските Алпи през прохода Фрежюс се отделя мощният масив Екрен (Дофинийските Алпи), който е висок над 4000 м. Реките Дора Рипария, Майра (от италианска страна), Дюранс и Арк (от френска страна) го отделят от съседните масиви. От Котските Алпи извира река По.
Най-високият връх Монте Визо е в Италия, но съвсем близо до френската граница. Масивът е издигнат с около 500 м над околните върхове и неговата добре оформена пирамида видимо се отличава. Той се вижда от далечни части на планината (от Цермат край Матерхорн и от Монблан), от цялата западна част на Паданската низина. Твърди се, че може да се види дори от Миланската катедрала в ясен ден. От 2013 г. е включен в списъка на световното културно и природно наследство на ЮНЕСКО.

## Дялове
Според въведената през 2006 г. нова система за определяне на алпийските региони SOIUSA Котските Алпи се разделят на три масива:
- Южен (Монте Визо), където се намира и първенецът със същото име (3841 м);
- Централен (Монджиневро) с връх Рошбрюн (3324 м);
- Северен (масив Мон Сени) с известното езеро Мон Сени и връх Поант дю Ронс (3612 м);[3]

## Туризъм
Туризмът е добре развит – както зимният, така и летният. Скиорите могат да използват 1690 км писти и 350 лифта, повечето от които са отворени и през лятото за търсачите на силни усещания. В сърцето на Котските Алпи е създаден националният парк „Кейра“ (Queyras). На 650 кв. км в подножието на високите върхове природата е запазена непокътната с ценни растителни видове. Всеки турист може да се наслади на вековни гори и зелени планински пасища. Селцата в парка са задължени да запазват вековните си традиции.